# Сельское поселение Подвалье
Сельское поселение Подвалье — муниципальное образование в Шигонском районе Самарской области.
Административный центр поселения — село Подвалье.

## Население
| 2010 | 2012 | 2013 | 2014 | 2015 | 2016 | 2017 |
| ---- | ---- | ---- | ---- | ---- | ---- | ---- |
| 843  | ↘826 | ↘817 | ↗843 | ↘822 | ↘809 | ↘787 |
| 2018 | 2019 | 2020 | 2021 |      |      |      |
| ↘766 | ↘737 | →737 | ↘717 |      |      |      |

## Состав сельского поселения
| № | Населённый пункт | Тип населённого пункта       | Население |
| - | ---------------- | ---------------------------- | --------- |
| 1 | Луговской        | посёлок                      | 294       |
| 2 | Платоновка       | село                         | 78        |
| 3 | Подвалье         | село, административный центр | 383       |
| 4 | Сенькино         | деревня                      | 88        |